# Malungs tingsrätt
Malungs tingsrätt var en tingsrätt i Sverige med kansli i Malung. Tingsrättens domsaga omfattade Malungs kommun (nu kallad Malung-Sälens kommun). Tingsrätten och dess domsaga ingick i domkretsen för Svea hovrätt.

## Administrativ historik
Vid tingsrättsreformen 1971 bildades denna tingsrätt i Malung av häradsrätten för Nås och Malungs tingslag. 1971 omfattade domsagan Malungs kommun. Denna tingsrätt och domsaga uppgick i Mora tingsrätt och domsaga 1974.

## Lagmän
1971-1973 Sten Tobieson